# Miss Moon
A Miss Moon francia flash animációs sorozat. Gyártói a Safari de Ville és a TF1, forgalmazója a PGS Entertainment. A rendező Naga Christelle, a zeneszerző Didier Julia. A sorozat eredeti hangjai Anaïs Delva, Marc Duquenoy, Sylvie Genty, Matthew Géczy, Tiffany Hofstetter, Nathalie Homs, Lou Lévy, Sharon Mann, Olivier Podesta, Dorothée Pousséo és Barbara Scaff.
A sorozat sugárzása 2016-ban indult el, egy epizód hossza 12 perc. Az epizódok modern, 16:9-es képarányban futnak.
Eredeti adója a TFOU TV. Magyarországon a Boomerang vetíti a sorozatot.

## Történet
A McGuffle család gyerekeire egy fiatal, izgága nevelőnő, Miss Moon vigyáz. Miss Moon nem átlagos dada, mivel varázsereje van, amellyel bármit meg tud csinálni, de a dolgok gyakran nem úgy mennek, ahogyan azt szeretné. Míg a dada a gyerekekre vigyáz, a gyerekeknek arra kell vigyáznia, hogy Miss Moon varázsereje nehogy gyökerestül megváltoztasson valamit a házban. Ennek oka, hogy Miss Moon még nem ismeri teljesen a mágiát, így olyan dolgokat képes "bűvölni", melyek nem csak a munkáját nehezítik, hanem a gyerekek napirendjét is átalakítják.

## Szereplők
- Miss Moon (magyar hangja: Kisfalvi Krisztina)

A varázserővel rendelkező, 23 éves nevelőnő, akinek vigyáznia kell a McGuffle testvérekre. Egyúttal vigyáznia kell, hogy a mágiájával nehogy tönkretegyen valamit a háztartásban.
- Lola (magyar hangja: Tamási Nikolett)

A legidősebb testvér, barna hajú 12 éves lány.
- Jules (magyar hangja: Ács Balázs)

Lola öccse, barna hajú, 8 éves fiú.
- Baby Joe (magyar hangja: Pupos Tímea)

Lola és Jules öccse, egy 18 hónapos kisgyerek.
- Lady Pop (magyar hangja: Antal Olga)

A gyerekek édesanyja, egy nemzetközi rocksztár.
- Paul (magyar hangja: Sörös Miklós)

A gyerekek apja, aki egy híres állatorvos.
- Howard (magyar hangja: Berkes Bence)

Szőke hajú fiú, Lola barátja.
- Butch kisasszony (magyar hangja: Agócs Judit)

Beképzelt bébiszitter, aki megpróbálta elérni, hogy Miss Moon örökre eltűnjön a városi parkból.
- Bárónő (magyar hangja: Kassai Ilona)

A McGuffle család szomszédságában élő, vasszigorú bárónő. Mindig ellenségeskedik Miss Moon-nal.

## Magyar változat
A szinkront a Turner Broadcasting System megbízásából az SDI Media Hungary készítette.
Magyar szöveg: Pallinger Emőke, Sík Laura
Hangmérnök és vágó: Bederna László
Gyártásvezető: Németh Piroska
Szinkronrendező: Orosz Ildikó
Bemondó: Schmidt Andrea
További magyar hangok: Agócs Judit, Dögei Éva, Joó Gábor, Kassai Ilona, Lamboni Anna, Nemes Takách Kata

## Epizódok
| #   | Magyar cím               | Angol cím                   | Eredeti bemutató   | Magyar bemutató    |
| --- | ------------------------ | --------------------------- | ------------------ | ------------------ |
| 1.  | Rakj rendet a szobádban! | Clean Your Room             |                    | 2016. november 13. |
| 1.  | Lola majom lett          | Lola Is a Monkey            | 2016. október 8.   |                    |
| 2.  | Dadaverseny              | Best Nanny Contest          | 2016. október 8.   |                    |
| 2.  | Lesifotó                 | Stolen Photo                | 2016. október 16.  |                    |
| 3.  | Kalózkaland              | All Aboard!                 |                    | 2016. október 15.  |
| 3.  | A szerelmes vámpír       | Love Vampire                | 2016. október 9.   |                    |
| 4.  | Apa, hol vagy?           | Daddy, Where Are You?       |                    | 2017. december 27. |
| 4.  | Hapcitisz                | Mister Pick Got Cold        | 2016. október 23.  |                    |
| 5.  | Sárkánydadák             | Dragon Sitting              |                    | 2016. október 9.   |
| 5.  | Tavaszi udvarlás         | Spring Parade               | 2016. november 6.  |                    |
| 6.  | Lola padja               | Lola’s Bench                |                    | 2016. október 15.  |
| 6.  | Kelekóty                 | Fluffmaster                 | 2016. október 16.  |                    |
| 7.  | Fényes páncélú lovag     | Casual as Can Be            |                    | 2017. november 27. |
| 7.  | A marslakó               | The Magic Crib              | 2016. október 30.  |                    |
| 8.  | A légdeszka              | The Flying Skateboard       |                    | 2016. november 20. |
| 8.  | Tigris szem              | The Eye of the Tiger        | 2016. november 28. |                    |
| 9.  | Szuper Joe baba          | Super Baby Joe              |                    | 2018. január 1.    |
| 9.  | Elvarázsolt virág        | The Bewitched Flower        | 2017. november 30. |                    |
| 10. | Vad virágok              | Wild Flowers!               |                    | 2017. december 1.  |
| 10. | Álomnap                  | Dream Day                   | 2017. december 28. |                    |
| 11. | Túl sok cukorka          | One Candy Too Many          |                    | 2017. december 29. |
| 11. | Honk                     | "honk!"                     | 2017. december 4.  |                    |
| 12. | Tél dadús                | Nanny Claus                 |                    | 2017. december 11. |
| 12. | A Bárónő szellemei       | The Ghosts of the Baronness | 2017. december 5.  |                    |
| 13. | Az állatorvos megmentése | Vet to the Rescue!          |                    | 2017. december 6.  |
| 13. | Szörnyecske              | Little Monster              | 2017. december 7.  |                    |
| 14. | Jules király             | King Jules                  |                    | 2018. január 2.    |
| 14. | Tánc Yassirral           | Dancing With Yassir         | 2018. január 3.    |                    |
| 15. | Dezhilba                 | Dezhilba the Witch          |                    | 2018. január 4.    |
| 15. | Bomba Boy                | Bomber Boy                  | 2018. január 5.    |                    |
| 16. | Mamut ródeo              | Mammoth Rodeo               |                    | 2018. január 8.    |
| 16. | Múmia reggelire          | A Mummy for Breakfast       | 2018. január 9.    |                    |
| 17. | Büvős óra                | The Magic Clock             |                    | 2018. január 10.   |
| 17. | Szőrös szőrény           | Hairy Harryx                | 2018. január 11.   |                    |
| 18. | Bolondok napja           | The Great Escape            |                    | 2018. január 12.   |
| 18. | Harc Pickért             | Pick in a Spin              | 2018. január 15.   |                    |
| 19. | Varázspoly               | Magipoly                    |                    | 2018. január 16.   |
| 19. | Lola és a béka           | Lola and the Frog           | 2017. december 8.  |                    |
| 20. | Honk szerelmes           | King Honk                   |                    | 2017. november 29. |
| 20. | A tó kincse              | The Treasure of the Lake    | 2017. december 12. |                    |
| 21. | Vissza a gyerekkorba     | Back to Childhood           |                    | 2017. december 14. |
| 21. | A Bárónő kulcsa          | The Baroness’ Key           | 2017. december 13. |                    |
| 22. | Robot dadús              | Wifi Nanny                  |                    | 2017. december 15. |
| 22. | Kisértet ház             | The Haunted House           | 2017. december 18. |                    |
| 23. | Varázsló bál             | The Wizard’s Ball           |                    | 2017. december 19. |
| 23. | Hőség riadó              | Dry Zoo Emergency!          | 2017. december 20. |                    |
| 24. | Kosaras kihívás          | Basketball Challenge        |                    | 2017. december 21. |
| 24. | Kamu anyu                | Fake Mom                    | 2018. január 17.   |                    |
| 25. | Mályvacukor kert         | The Marshmallow Garden      |                    | 2018. január 18.   |
| 25. | Vízibicikli verseny      | Pedal Boat Circus           | 2017. december 22. |                    |
| 26. | Szerelmes zombik         | Love Zombie                 |                    | 2017. december 25. |
| 26. | Büvős torta verseny      | Magic Cake Contest          | 2017. december 26. |                    |